# پریزی
پریزی (انگلیسی: Prezi) شرکت نرم‌افزار مجارستانی است، که در سال ۲۰۰۹ تأسیس شد.